# Telipogon calueri
Telipogon calueri är en orkidéart som beskrevs av Norris Hagan Williams och Robert Louis Dressler. Telipogon calueri ingår i släktet Telipogon och familjen orkidéer.
Artens utbredningsområde är Bolivia. Inga underarter finns listade i Catalogue of Life.